# 特恩冰原島峰
62°6′S 58°20′W / 62.100°S 58.333°W
特恩冰原島峰（Tern Nunatak），是南極洲的冰原島峰，位於南設得蘭群島的喬治王島，處於阿德默勒爾蒂灣的盧斯奇灣以東，由讓-巴蒂斯特·夏古率領的法國探險隊繪入地圖，現時由南極條約體系管理。